# Гимназия № 35 (Екатеринбург)
Гимназия № 35 — муниципальное общеобразовательное учреждение Кировского района города Екатеринбурга.

## История
Восьмилетняя школа № 35 открылась в 1933 году в Пионерском посёлке Свердловска на улице Советской. В прежнем здании школы позже расположился Дом детского творчества, а сама школа была переведена в новое помещение на улице Июльской. С 1985 года школа № 35 стала средней общеобразовательной школой. В 1995 году по результатам государственной аттестации и аккредитации ей был присвоен статус «Гимназия высшей категории», с тех пор четырежды (в 1998, 2003, 2008 и 2012 году) подтверждавшийся.
В 1989 году школа получила статус пилотной по внедрению информатики как учебной дисциплины. С середины 1990-х годов в ней создаются классы профильной и предпрофильной подготовки.

## Зал боевой и трудовой славы Урала
В январе 2004 года, в ходе подготовки к 60-летию Победы советского народа в Великой Отечественной войне, в гимназии был создан штаб героико-патриотической акции «К подвигу сердцем прикоснись». Целью акции стало создание в гимназии Знаменного зала боевой и трудовой славы Урала. Авторами проекта и создания музея «Знаменный зал боевой и трудовой славы Урала» стала творческая группа в следующем составе: Коровин А. Б., Румянцев А. С., Румянцева В. И. и Кравченко К. А..

Идею создания Знаменного зала поддержал заместитель председателя комитета по обороне Государственной Думы генерал-майор авиации Безбородов Н. М., который в своем письме писал: 
Дорогие ребята! Инициативу по созданию Знаменного зала боевой и трудовой славы Урала в память о тех, кто погиб, умер от ран, сражался на фронтах Великой Отечественной войны и в честь 60-летия Великой Победы в вашей гимназии считаю разумной и полезной. Этот зал должен стать центром патриотического воспитания и морально-нравственного становления учащихся в Кировском районе города Екатеринбурга
В течение двух лет вёлся сбор материала и оформление документов и экспонатов, разрабатывался общий дизайн экспозиции. В администрацию регионов, где сражались воины-уральцы, были направлены письма с просьбами выслать знамёна, боевые реликвии и документы.

Среди откликнувшихся на просьбы о шефской помощи был главнокомандующий ВМФ России, адмирал флота В. И. Куроедов, передавший в дар гимназии Андреевский флаг. В сопроводительном письме адмирал писал: 
Мы преклоняем головы перед светлой памятью павших. Достойно продолжают эстафету верности воинскому долгу сыновья и внуки фронтовиков, нынешнее поколение воинов- уральцев. Они с честью выполняют обязанности военной службы, бдительно несут боевую вахту, настойчиво укрепляют безопасность Отечества. Пусть славный Андреевский флаг в Знаменном зале братской боевой славы станет символом памяти воинов-моряков Российского Военно-Морского Флота
Инициативу гимназии 35 поддержали также губернатор Белгородской области Савченко и губернатор Свердловской области Россель. В Знаменный зал в память о подвиге воинов-уральцев были переданы флаги Карелии и Волгоградской области.
В итоге для интерьера открывшегося в конце 2005 года Знаменного зала было выбрано планшетное решение: в верхнем ряду планшетов чередуются чёрно-белые фотографии, иллюстрирующие боевые эпизоды Великой Отечественной войны, и цветные кадры, рассказывающие о дальнейшей работе её участников-ветеранов по патриотическому воспитанию учащихся. Основу экспозиции составляет большая витрина со знамёнами регионов России, присланными их руководством.

## Ученики
За десять лет окончили гимназию с медалями 199 (с золотыми медалями — 32, с серебряными медалями — 167) человек. Всего с момента придания школе статуса средней из её стен вышли около 250 золотых и серебряных медалистов. Семь выпускников были удостоены премии губернатора Свердловской области, а пятеро — премии мэра Екатеринбурга.

## Достижения
- В 2003 году гимназия была включена ЮНЕСКО в число ста лучших школ России[6]
- Дважды (в 2003 и 2006 годах) гимназия удостаивалась награды Управления образования администрации Екатеринбурга — приза «Педагогический триумф»[6]
- Победитель регионального этапа конкурса «Лучшие школы России — 2006»[6]; гимназия также была признана лучшей школой Екатеринбурга в 2004 году[7]
- Двукратный (2006, 2008) лауреат конкурса инновационных школ в рамках Приоритетного национального проекта «Образование»
- Первое место на областной выставке «Образование от А до Я» (2004, 2007)
- Гимназия получила сертификат Всероссийского форума «Образование 2006»
- Девять учителей гимназии удостоены награды в конкурсе лучших учителей общеобразовательных учреждений за высокое педагогическое мастерство (2006, 2007, 2008).